# 拟鲶高原鳅
拟鲶高原鳅（学名：Triplophysa siluroides）为輻鰭魚綱鯉形目條鳅科高原鳅属的鱼类，是中国的特有物种。分布于黄河上游的干支流和附属湖泊等，多见于干支流和附属湖泊的缓流，屬肉食性，繁殖期在7至8月。该物种的模式产地在黄河上游。

## 扩展阅读
維基物種上的相關：拟鲶高原鳅
- 黄河土著鱼类列表